# 埃利希氏體屬
埃利希氏體屬（Ehrlichia）是α-變形菌綱无形体科下的一個屬，屬於革蘭氏陰性菌，形態學上則是屬於球菌。埃利希氏體屬下的所有物種都是專性細胞內寄生菌，無法離開細胞單獨生存。埃利希氏體屬下的一些種已有導致人類患病的記錄。埃利希氏體屬下目前已有11個確認的種 ，其中4種有導致人類患病的記錄。

## 特性
埃利希氏體屬屬於革蘭氏陰性菌，形態學上則是屬於球菌。埃利希氏體體積較小，大小介於0.5到 1.5 微米之間。該屬下的物種最早在20世紀早期得到報導。
一般來說，埃利希氏體屬下的細菌能長期穩定在細胞內寄生，它們一般寄生在細胞的細胞質基質中，並形成一個包裹菌體的空泡。爲了延長寄生細胞的壽命，埃利希氏屬還可以抑制寄生細胞的自噬。但部分物種，比如查菲埃利希氏體（Ehrlichia chaffeensis）在體外會殺死感染程度高的細胞。
埃利希氏體屬下目前已有11個確認的種，一部分是在全球範圍內都有分佈，亦有只在部分地區有分佈的種。

## 臨床醫學
埃利希氏體屬下的4個物種已有導致人類染病的記錄，其傳播途徑包括被帶菌的蜱叮咬等等。與埃利希氏體屬相關的疾病稱爲埃利希氏體病（Ehrlichiosis），具有潛在的致命性，一共有三種：最常見的單核細胞埃里希体病（monocytotropic ehrlichiosis）、人粒細胞性無形體病（human granulocytotropic anaplasmosis，HGA），以及由Ehrlichia ewingii造成的埃里希体病。埃里希体病今年在全球範圍內的發病人數有增加趨勢。該類疾病典型的症狀包括發熱、頭疼、肌肉痠痛等。對埃利希氏體病一般使用多西環素進行治療。

## 下属物种
本属包括以下物种：
- 犬埃里希氏体 Ehrlichia canis (Donatien & Lestoquard, 1935) Moshkovski, 1945
- 恰菲埃里希氏体 Ehrlichia chaffeensis Anderson et al., 1992
- 尤因埃里希氏体 Ehrlichia ewingii Anderson et al., 1992
- 日本埃里希氏体 Ehrlichia japonica Lin et al. 2022[9]
- Ehrlichia minasensis Cabezas-Cruz et al., 2016
- 小鼠埃里希氏体 Ehrlichia muris Wen et al., 1995
- 羊埃里希氏体 Ehrlichia ovina Moshkovski 1945
- 反刍兽埃里希氏体 Ehrlichia ruminantium (Cowdry, 1925) Dumler et al., 2001